# ケブカスズメバチ
ケブカスズメバチ（毛深雀蜂、Vespa simillima）はハチ目スズメバチ科スズメバチ亜科スズメバチ属の昆虫の一種。本州以南に生息する亜種V. s. xanthoptera はキイロスズメバチ（黄色雀蜂）と呼ばれる。

## 形態
日本に生息するスズメバチ属では本種が最も小型であり、体長は女王バチが25 - 28ミリメートル、働きバチが18 - 24ミリメートルである。頭部は黄色、胸部は黒色で肩板などが黄色、腹部は濃褐色と黄色の縞模様で、全体的に黄褐色の毛で覆われている。基亜種ケブカスズメバチは、亜種キイロスズメバチよりも黄色の部分が少なく、巣の規模もやや小さい。

## 亜種
- Vespa simillima simillima - 基亜種ケブカスズメバチ
- Vespa simillima xanthoptera - 亜種キイロスズメバチ

## 分布
日本（北海道、本州、四国、九州）、朝鮮半島、サハリン、東シベリア、千島列島に分布する。
- Vespa simillima simillima: 北海道、サハリン、朝鮮半島, 東シベリア、千島列島
- Vespa simillima xanthoptera：本州、九州、四国、朝鮮半島(済州島)

## 生態

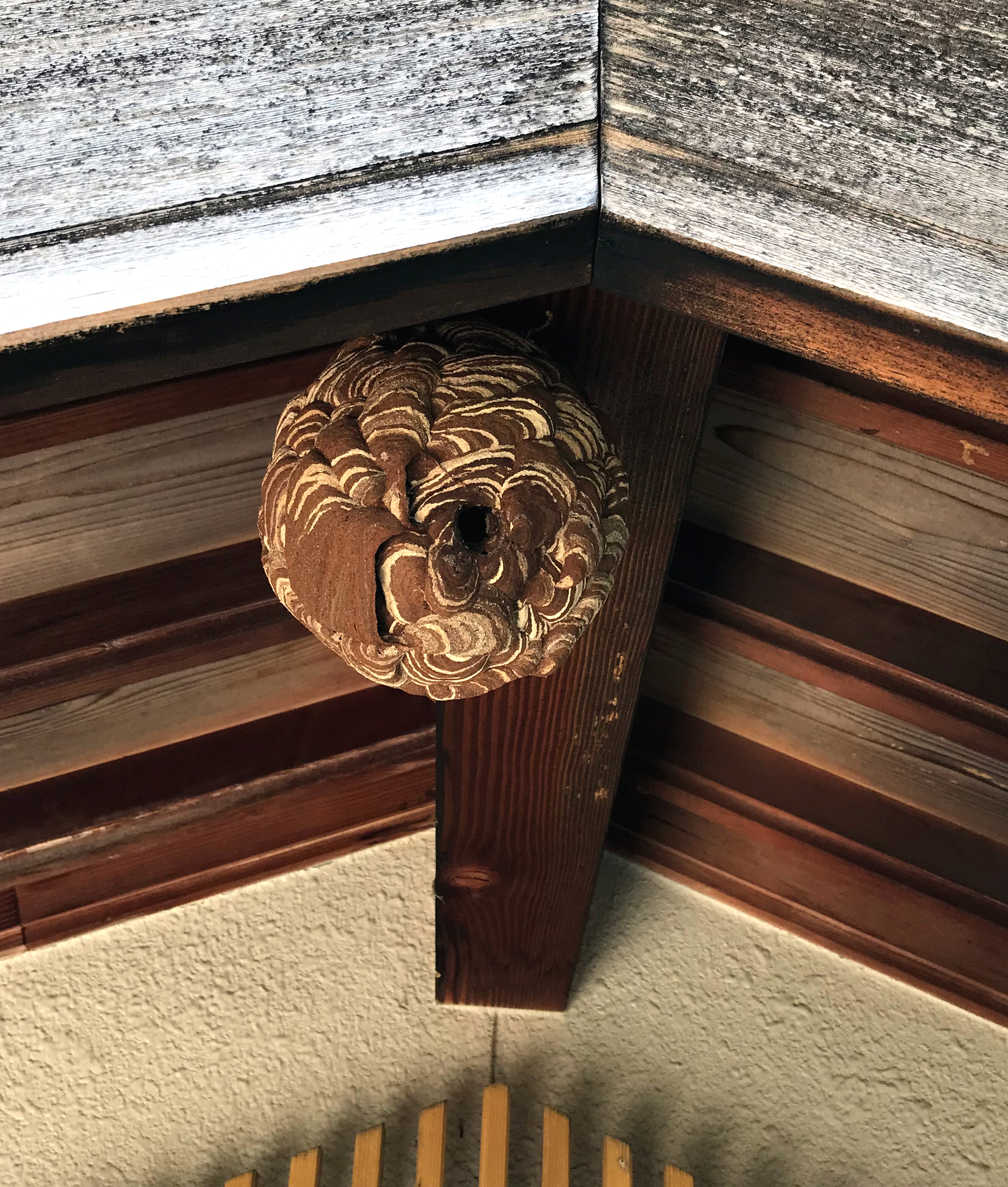
軒下に作られたキイロスズメバチの巣。直径は20cm程度。

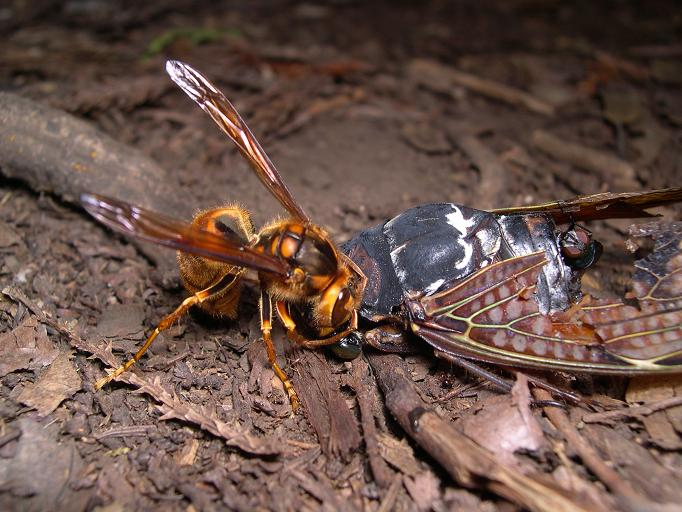
アブラゼミの死骸を噛み取るキイロスズメバチ（2005年7月 横浜）。セミの腹部にはミヤマキンバエもいる

他のスズメバチ類と比較しても攻撃性が非常に高く、巣から10m以上離れていても威嚇行動を取ることがあり、そもそも威嚇なしにいきなり集団で攻撃をしてくる事も多い。また、一旦刺激を受けた巣では攻撃性が持続し、僅かな刺激でも集団で攻撃してくる恐れがあり、更に危険な状態となる。
営巣初期は樹洞などの閉鎖空間に巣を作るが、巣が大きくなると樹木の枝などの解放空間に引越巣を作成する。市街地に最もよく適応し、家屋の軒下などに営巣する例が多く見られる。巣は日本に生息するスズメバチの中では最大規模で、直径は30-80cmで時に1m、育房数6,000 - 8,000で、時に1万以上。働き蜂・雄蜂とも数百から千匹以上、新女王は200 - 800匹。活動期間は5 - 11月、個体数は9 - 10月に最大となり、人の刺傷例も秋に最も多い。そのため、スズメバチ属による刺傷事故は本種（とキイロスズメバチ）によるものが最も多いとされる。
食性は幅広く、幼虫の餌として各種の昆虫・クモ類を狩るほか、カエル、ヘビの死体までほとんど何でも利用する。クヌギやコナラなどの樹液、ブドウやカキなどの熟果、清涼飲料水の飲み残しなどにも飛来する。またミツバチ類、アシナガバチ類、クロスズメバチ類などの巣口付近でそれらの働き蜂も狩るが、狩りは常に単独で行われ、オオスズメバチのような集団での襲撃はみられない。
ニホンミツバチを狩る場合、主に帰巣する個体や集団から偶然離れた個体を狙って巣の周囲を滞空飛行していることが多い。このような巣では、ニホンミツバチが巣口周辺に多数集まって警戒態勢をとり、キイロスズメバチがおよそ15cm以内に近づくと、最も近くの個体を始点として、腹部をそり上げながら翅を震わすウェーブが起こり、集団全体が「ブーン、ブーン」という断続的な羽音をたてる。このような大集団のすぐ近くでの狩りは、キイロスズメバチにとっても大変危険なものであるため、必要以上に集団に近づかないよう非常に注意深く行動するのが観察される。首尾よく働き蜂を捕獲できると、次の瞬間には獲物を抱えたまま非常な速さでその場を飛び去り、高い木の枝など、集団から十分に離れた場所まで運んでから改めて噛み砕く。逆に、ほんのわずかでも捕獲に手間取った場合には、それに気付いたニホンミツバチの集団に一斉に襲いかかられ、蜂球の内部で蒸し殺されてしまうことも多い。

ニホンミツバチの巣をおそうキイロスズメバチと、防衛するニホンミツバチ
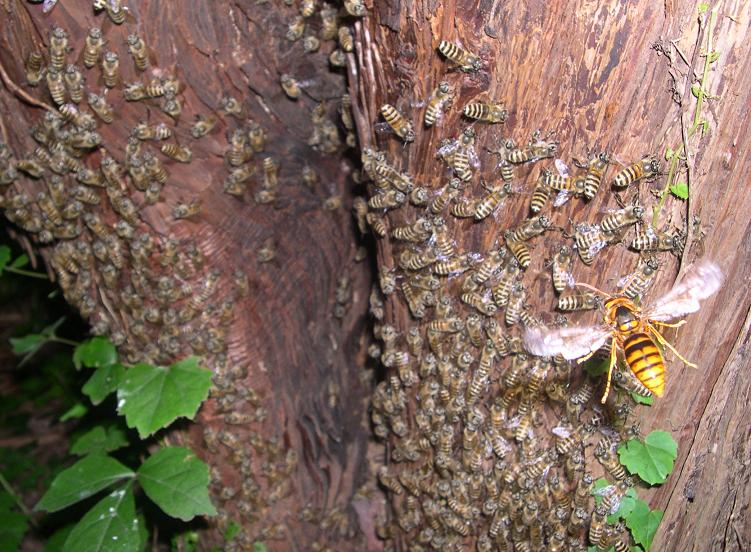
巣口周辺を飛び回るキイロスズメバチと腹部を反り上げ翅を震わせるニホンミツバチ。
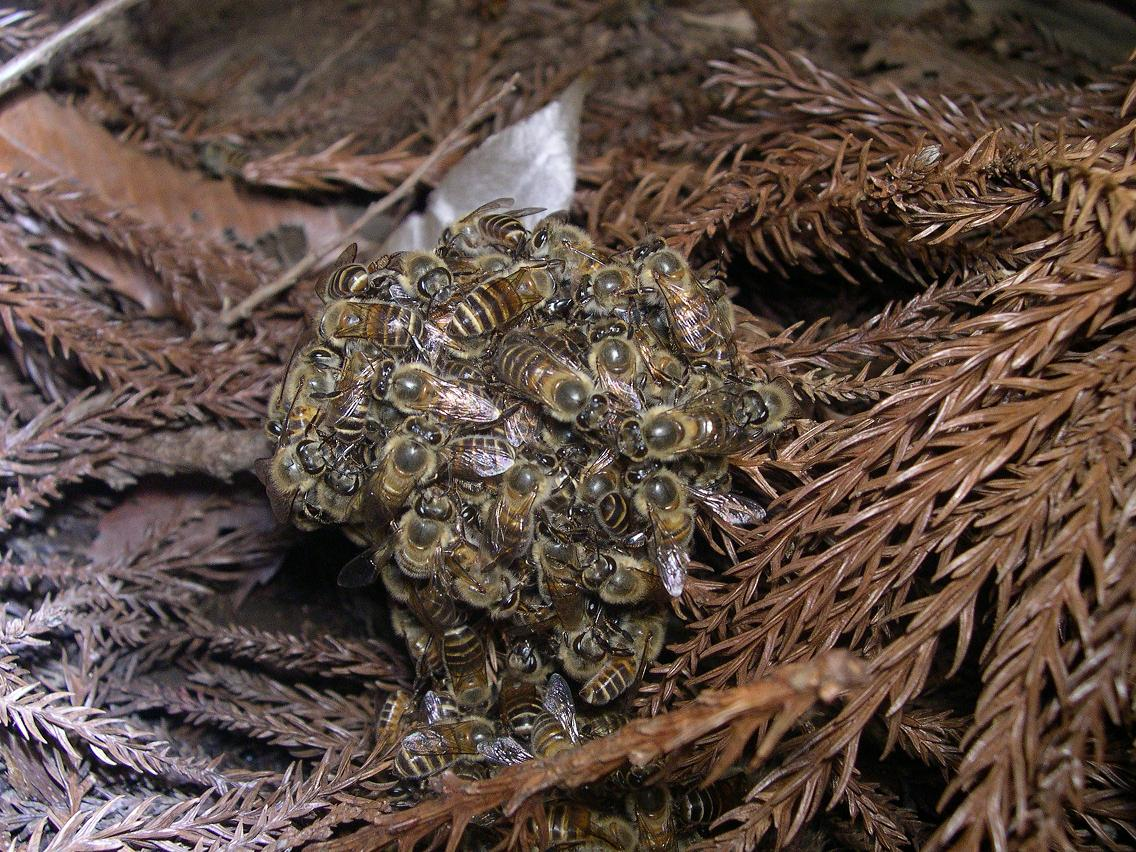
ニホンミツバチによる蜂球。中では2匹のキイロスズメバチが蒸されている。
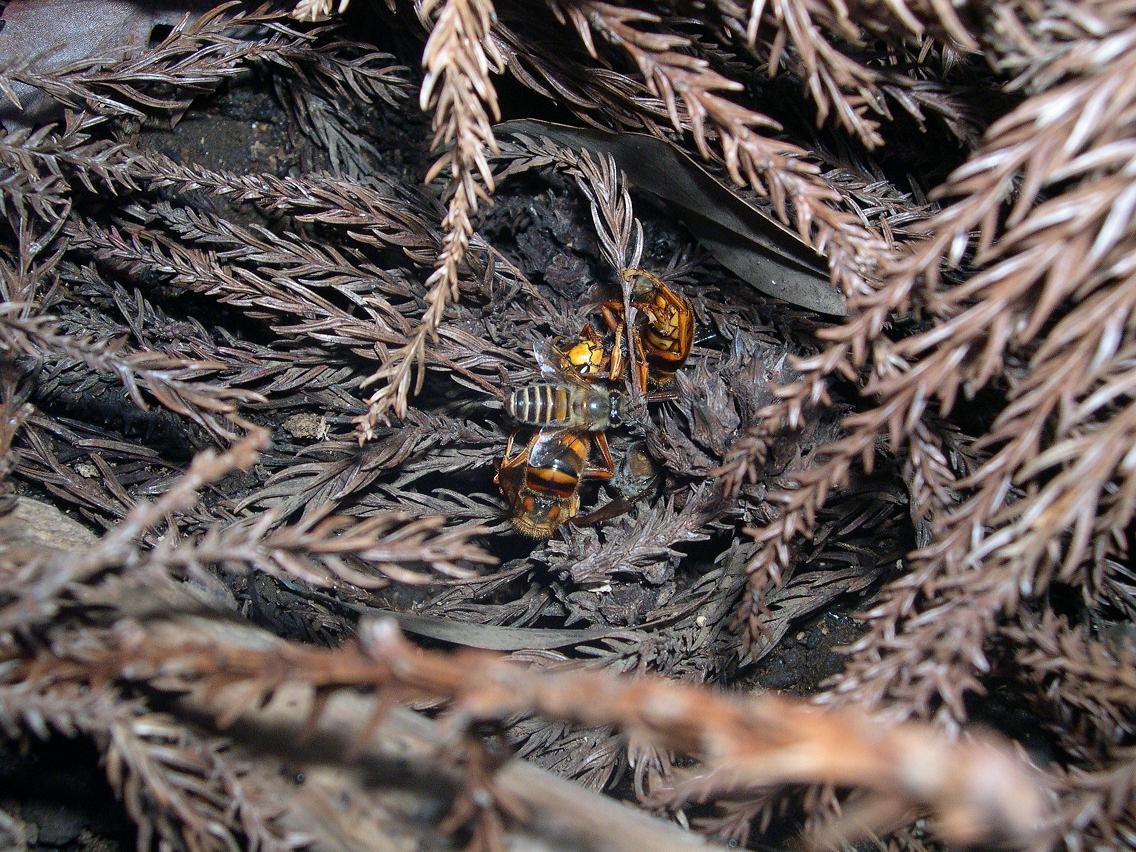
約1時間後の「中写真」と同じ場所。蜂球は解体され、蒸し殺されたキイロスズメバチの遺骸が見える。

キイロスズメバチは住宅地、オオスズメバチは森林と生息域が異なり、被害もそれなりに出てしまうのでオオスズメバチの襲撃先としてキイロスズメバチの巣が選ばれることは少ないが、オオスズメバチの繁殖期等には襲撃されることも。
体格差があるオオスズメバチに対し数で対応する形で、ミツバチの蜂球ほどではないが複数のキイロスズメバチが取り囲み撃退する。他のキイロスズメバチの巣と連携して応援を呼び、オオスズメバチの襲撃に対応する姿もみられる。
襲撃されて巣を放棄する際、働きバチはほかのキイロスズメバチの巣に移住するという適応性をもつ。

## その他
蜂蜜を生産している養蜂家の間では、副産物として「スズメバチの蜂蜜漬け」を作っている。大部分はオオスズメバチを原料としているが、キイロスズメバチを原料としている養蜂家もある。